# 任振鶴
任 振鶴（じん しんかく、1964年3月 - ）は、中華人民共和国の官僚・政治家。土家族。湖北省恩施専区鶴峰県出身。現職は中国共産党甘粛省委員会副書記、甘粛省人民政府省長、省政府党組書記。

## 経歴
1964年3月、湖北省恩施専区鶴峰県で生まれる。1982年9月に恩施地区財政経済学校を卒業後、同年、鶴峰県紡織品公司に入局。1984年3月、鶴峰県民族貿易局副股長に就任。同年12月に中国共産党入党。1988年7月、華中工学院（現在の華中科技大学）技術経済学科を卒業。同年、鶴峰県民族貿易局弁公室主任に就任。以後、鶴峰県五里区副区長（1988年10月）、城郊区委副書記兼区長（1990年1月）、城郊区委書記兼区長（1992年1月）、鶴峰県委常委、副県長（1994年3月）、鶴峰県委副書記（1996年3月）、利川市党委副書記兼市長（1996年11月）、利川市党委書記（1998年12月）、恩施トゥチャ族ミャオ族自治州副州長（2001年6月）、恩施州党委副書記（2003年6月）、黄岡市党委副書記（2006年8月）、咸寧市党委副書記（2008年3月）、咸寧市市長（2008年6月）、咸寧市党委書記兼市人大常委会主任（2012年8月）を歴任した。2015年5月28日、湖北省人民政府副省長に就任。2016年12月、同省党委員会常務委員兼襄陽市党委書記に任命。
2017年2月、浙江省党委員会常務委員兼組織部長に転出。2018年5月、浙江省監察委員会副主任、主任代行を兼務。2019年1月、浙江省監察委員会主任に就任。
2019年7月、党務に転じて江蘇省に赴任し、江蘇省党委員会副書記に就任した。
2020年12月、第13期甘粛省人民代表大会常務委員会は3日の第20回会議で、唐仁健省長の辞任届を受理し、任振鶴を副省長兼省長代行に任命することを決定した。